# Regius Professor of Physiology (Aberdeen)
Der Regius Professor of Physiology ist eine 1860 während der Regierungszeit von Königin Victoria durch Verordnung Nr. 6 der Scottish Universities Commission (Primo) als Regius Professor of the Institutes of Medicine begründete Regius Professur für Physiologie und Anatomie an der University of Aberdeen.:65 In gleicher Verordnung wird auch die Ernennungshoheit der Krone für die Professur festgeschrieben (Secundo).:66
Der vormals am Marischal College lehrende Biologe George Ogilvie wurde der erste Professor of the Institutes of Medicine.

## Inhaber
| Name                                 | Namenszusatz                                                  | von  | bis           | Anmerkung |
| ------------------------------------ | ------------------------------------------------------------- | ---- | ------------- | --- |
| George Ogilvie:104 ff                |                                                               | 1860 | 1877          | Ogilvie hatte schon einige Jahre am Marischal College Institutes of Medicine gelesen.:104 ff Als die Colleges 1860 zur University of Aberdeen verschmolzen wurden, übernahm Ogilvie die Professur.:104 ff Ogilvie war eigentlich Biologe und konnte die Institutes of Medicine (Physiologie + Anatomie) nur begrenzt aus medizinischer Sicht lehren.:95 ff Als Histologe allerdings war er eine Kapazität.:104 ff Hierzu führte er beispielsweise auch Mikroskope an der Universität ein.:104 ff Die Lehre der Physiologie aus der rein medizinischen Sicht begann in Aberdeen erst in aller Ernsthaftigkeit, als Ogilvies Nachfolger, William Stirling, den Lehrstuhl übernahm.:95 ff Ogilviev zog sich 1878 mit einer Erbschaft von der Professur zurück und lebte als wohlhabender Landbesitzer, der sich aktiv in der Politik seines Counties engagierte.:104 ff |
| William Stirling:198 ff              | M.D., Sc.D., F.R.S.E.                                         | 1877 | 1885          | Anders als andere Professoren übernahmen Stirling und zeitgleich mit ihm, John Gray McKendrick, der Regius Professor of Physiology in Glasgow, keine praktischen Aufgaben.:198 ff Das gab ihnen die Gelegenheit, ihren jeweiligen Lehrstuhl in einen Lehrstuhl für Physiologie umzuwandeln.:198 ff. Vorreiter für diese Initiative war ihr beider früherer Lehrer John Hughes Bennett an der University of Edinburgh, durch dessen Initiative 1871 vier Experimentallabore in Edinburgh existierten, während in Glasgow und Aberdeen keines zu finden war.:198 ff. |
| John Alexander MacWilliams           | M.D., LL.D., F.R.S.                                           | 1886 | 1927          | MacWilliam spezialisierte sich auf den Herzmuskel. Seine Thesen waren teilweise zu seinen Lebzeiten bestätigt worden und führten lange nach seinem Tod zu technischen Lösungen wie beispielsweise dem Herzschrittmacher. |
| John James Rickard Macleod           | M.B., LL.D., D.Sc., Ch.B., D.P.H., F.R.C.P., F.R.S.           | 1928 | 1935          | Macleod hatte 1923 gemeinsam mit Frederick Grant Banting den Nobelpreis für Physiologie oder Medizin für die Entdeckung des Insulins verliehen bekommen. Im Team kamen aber Eifersüchteleien und Streitereien auf, gegen die sich Macleod nicht zur Wehr setzte. 1928 verließ er Toronto, um die Regius Professur in Aberdeen zu übernehmen. Macleods „Physiology in Modern Medicine“ erreichte noch zu seinen Lebzeiten sieben Auflagen. Macleod hielt das Amt bis zu seinem Tod mit 58 Jahren. |
| Ernest William Henderson Cruickshank | Esq., M.D., D.Sc., M.R.C.P., F.R.S.E., LL.D.                  | 1935 | 30. Sep. 1958 | Cruickshank hatte vor seiner Ernennung an der Dalhousie University in Halifax, Nova Scotia, gelehrt. Sein Buch Food and Nutrition wurde ein einflussreicher Bestseller. Sein Wissen gab er im Auftrag der Weltgesundheitsorganisation auch auf Reisen in der ganzen Welt weiter. |
| John Lawrence Malcolm                | Esq., M.B., Ch.B., B.Med.Sc. (N.Z.)                           | 1958 | 1976          | |
| Derek Ogston                         | Esq., M.A., Ph.D., M.D., D.Sc., M.R.C.P.Lond., F.R.C.P.Edinb. | 1976 | 1983          | |
| Cecil Kidd                           |                                                               | 1984 |               | Kidd leitete auch von 1992 bis 1994 die Physiological Society in Großbritannien. |
| Colin Darnley McCaig                 | F.R.S.E.                                                      | 2002 |               | |